# ハラシース人
ハラシース人は、ヒナーウィーというベドウィン（遊牧民）に属するオマーンの民族。19世紀後半にオマーンのドファール特別行政区のジダット・アル＝ハラシース平原にたどり着いた。ハラシース人は1000人～2000人いて、他のベドウィンとは異なる点があり、ハラシース語を話す。しかし、マフラ語の使用頻度と重要性が増し、また、アラビア語との2言語使用である。

## 参照
1. ↑  Maisel & Shoup 2009, p. 193.
2. ↑  Raymond G. Gordon, Jr, ed.  2005.  Ethnologue:  Languages of the World.  15th edition.  Dallas:  Summer Institute of Linguistics.